# Historiae animalium
Historiae animalium ("Storia degli animali") pubblicata a Zurigo nel 1551–1558 e successivamente nel 1587, è un'opera enciclopedica "un inventario rinascimentale di zoologia" di Conrad Gessner, un dottore e professore del Carolinum, precursore dell'Università di Zurigo. Si tratta del primo esempio di opera moderna sulla zoologia che si proponeva di descrivere tutti gli animali allora conosciuti e una prima bibliografia scritta di storia naturale. I cinque volumi sulla storia naturale degli animali sono costituiti da più di 4500 pagine.

## Opera

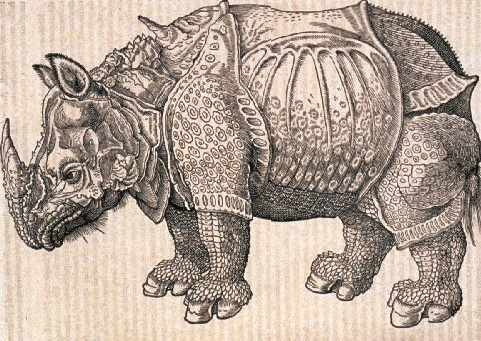
Rinoceronte di Dürer in Conrad Gesner Historiae animalium, 1551

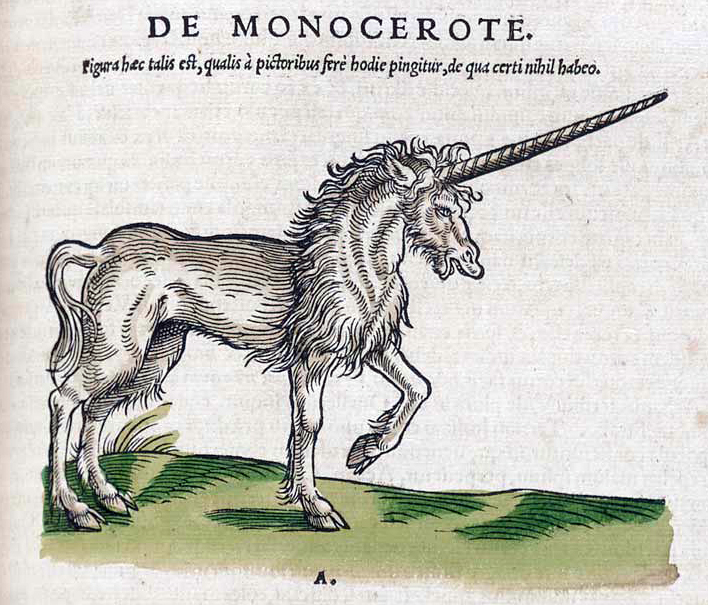
Unicorno in Historiae animalium

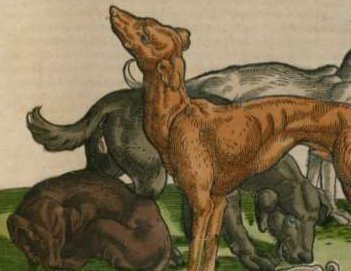
Conrad Gesner's, Historiae animalium, 1551, Book 1 - Viviparous Quadropeds - cani da caccia

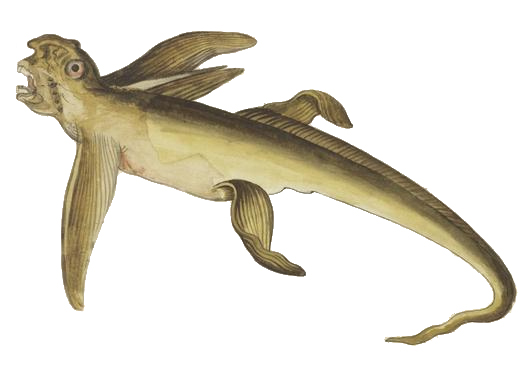
La Simia marina, citata poi da Steller che la paragonò alla "scimmia marina" da lui descritta

La Historiae animalium è l'opera principale di Gessner, la più letta nel Rinascimento sulla storia naturale. L'opera era così popolare che il compendio di Gessner,  Thierbuch  ("Libro degli animali"), venne pubblicato a Zurigo nel 1563, e in Inghilterra tradotto da Edward Topsell con il titolo  Historie of four-footed beastes  (London: William Jaggard, 1607). La monumentale opera di Gesner è un trattato che cerca di costruire una connessione tra l'antica conoscenza del mondo animale e la scienza moderna. Nell'opera l'autore aggiunge le proprie osservazioni per formulare una descrizione globale della storia naturale degli animali.
Historiae animalium è basata su fonti dell'Antico Testamento, ebraiche, greche e latine. L'opera è una raccolta enciclopedica di folklore e testi antichi e medievali. Il lavoro comprende tutta la conoscenza ereditata degli antichi naturalisti come Aristotele, Plinio e Eliano. Gesner era conosciuto come "Plinio svizzero" Per raccogliere informazioni sugli animali mitologici utilizzò ampiamente il Physiologus. Il suo stile di ricerca era basato sui seguenti quattro punti: osservazione, dissezione, viaggio e accurata descrizione degli animali. Questi punti di vista basati sull'esperienza reale erano nuovi per gli studiosi del Rinascimento. In passato le informazioni venivano ottenute esclusivamente su quanto scritto dai precedenti autori classici.
In ogni caso, nella sua grande opera, Gessner ha cercato di distinguere i fatti dai miti, la sua opera enciclopedica comprendeva anche creature mitologiche e animali immaginari, mescolati con gli strani animali appena scoperti nelle Indie Orientali, nel nord Europa e quelli portati dal Nuovo Mondo. L'opera comprendeva informazioni dettagliate su mammiferi, uccelli, pesci e rettili con descrizione dettagliata delle loro abitudini e movimenti quotidiani. Vi era anche una descrizione del loro uso in medicina e nella nutrizione.
Historiae animalium descrive i luoghi in cui sono vissuti gli animali nella storia, nella letteratura e nell'arte. Le sezioni di ogni capitolo indicano in dettaglio l'animale e i suoi attributi, nella tradizione della libro di emblemi. L'opera di Gesner include fatti in diverse lingue, come i nomi degli animali. Le sue informazioni sono tratte da leggende popolari e miti. Le illustrazioni xilografiche colorate sono state i primi tentativi reali di rappresentare gli animali nel loro ambiente naturale. Si tratta del primo libro con illustrazioni di fossili.
Gesner scrisse che uno dei suoi principali illustratori era Lucas Schan, un artista di Strasburgo, anche se probabilmente utilizzò altri illustratori e se stesso. L'approccio di Gesner alla storia naturale era insolito per i lettori del XVII secolo - conteneva illustrazioni e immagini mai presenti, fino ad allora, in trattati di questo genere.
IL primo volume è un'opera illustrata sui quadrupedi (1551), il secondo volume tratta gli ovipari (1554), il terzo gli uccelli (1555), il quarto i pesci e gli animali acquatici (1558) e il quinto serpenti e scorpioni (1587) pubblicato postumo.
All'epoca della pubblicazione di Historiae animalium vi erano delle profonde tensioni religiose. Sotto il pontificato di Papa Paolo IV si ritenne che le convinzioni religiose di un autore contaminassero tutti i suoi scritti, e pertanto la sua opera venne posta all'indice dato che Gesner era protestante.